# Campionato mondiale di hockey su ghiaccio Under-20
Il Campionato mondiale di hockey su ghiaccio Under-20 della IIHF si svolge in forma ufficiale dal 1977. Tale campionato è ristretto ai soli giocatori al di sotto dei 20 anni d'età. Generalmente si svolge fra la fine di dicembre e l'inizio di gennaio. Il torneo principale vede impegnate le dieci migliori formazioni mondiali (Gruppo A), e la vincente è proclamata campione mondiale U20. Di minore importanza vi sono tre divisioni, Prima, Seconda e Terza, nelle quali le squadre lottano per la promozione nella categoria superiore e per evitare la retrocessione in quella inferiore.

## Storia
La prima edizione riconosciuta dall'IIHF fu nel 1977 (nel periodo 1974-1976 i tornei non erano riconosciuti). Nel corso degli anni il Campionato mondiale U20 ha acquisito sempre più importanza, specialmente in Canada, dove è uno degli eventi sportivi più seguiti dell'anno. Il Canada infatti ospita regolarmente il torneo ogni tre o quattro anni, grazie al grande interessamento del pubblico e della federazione canadese, Hockey Canada.
Storicamente il titolo è stato duopolizzato dalle potenze Canada e Unione Sovietica, quest'ultima nel corso degli anni mutata in Squadra Unificata e Russia; infatti delle 35 edizioni svoltesi al 2011 le due nazionali hanno conquistato ben 28 medaglie d'oro. L'URSS si aggiudicò i primi quattro tornei, mentre il Canada infilò una striscia vincente di ben cinque edizioni, dal 1993 al 1997, ed un'altra ancora più recentemente dal 2005 al 2009. I nordamericani guidano il medagliere con 20 successi, mentre l'URSS/Russia ha conquistato in totale 37 medaglie.
Il torneo offre un importantissimo trampolino di lancio per i migliori hockeisti su ghiaccio in cerca di una chiamata agli NHL Entry Draft.

## Albo d'oro

### Tornei non ufficiali
| Anno | Oro              | Argento   | Bronzo         | Sede       | Nazione ospitante |
| ---- | ---------------- | --------- | -------------- | ---------- | ----------------- |
| 1974 | Unione Sovietica | Finlandia | Canada         | Leningrado | Unione Sovietica  |
| 1975 | Unione Sovietica | Canada    | Svezia         | Winnipeg   | Canada            |
| 1976 | Unione Sovietica | Canada    | Cecoslovacchia | Tampere    | Finlandia         |

### Tornei ufficiali
| Anno | Oro              | Argento          | Bronzo           | Sede                            | Nazione ospitante |
| ---- | ---------------- | ---------------- | ---------------- | ------------------------------- | ----------------- |
| 1977 | Unione Sovietica | Canada           | Cecoslovacchia   | Banská Bystrica e Zvolen        | Cecoslovacchia    |
| 1978 | Unione Sovietica | Svezia           | Canada           | Montréal                        | Canada            |
| 1979 | Unione Sovietica | Cecoslovacchia   | Svezia           | Karlstad                        | Svezia            |
| 1980 | Unione Sovietica | Finlandia        | Svezia           | Helsinki                        | Finlandia         |
| 1981 | Svezia           | Finlandia        | Unione Sovietica | Füssen                          | Germania Ovest    |
| 1982 | Canada           | Cecoslovacchia   | Finlandia        | Minnesota                       | Stati Uniti       |
| 1983 | Unione Sovietica | Cecoslovacchia   | Canada           | Leningrado                      | Unione Sovietica  |
| 1984 | Unione Sovietica | Finlandia        | Cecoslovacchia   | Norrköping e Nyköping           | Svezia            |
| 1985 | Canada           | Cecoslovacchia   | Unione Sovietica | Helsinki e Turku                | Finlandia         |
| 1986 | Unione Sovietica | Canada           | Stati Uniti      | Hamilton                        | Canada            |
| 1987 | Finlandia        | Cecoslovacchia   | Svezia           | Piešťany                        | Cecoslovacchia    |
| 1988 | Canada           | Unione Sovietica | Finlandia        | Mosca                           | Unione Sovietica  |
| 1989 | Unione Sovietica | Svezia           | Cecoslovacchia   | Anchorage                       | Stati Uniti       |
| 1990 | Canada           | Unione Sovietica | Cecoslovacchia   | Helsinki e Turku                | Finlandia         |
| 1991 | Canada           | Unione Sovietica | Cecoslovacchia   | Saskatoon                       | Canada            |
| 1992 | Unione Sovietica | Svezia           | Stati Uniti      | Füssen e Kaufbeuren             | Germania          |
| 1993 | Canada           | Svezia           | Cecoslovacchia   | Gävle                           | Svezia            |
| 1994 | Canada           | Svezia           | Russia           | Ostrava e Frýdek-Místek         | Rep. Ceca         |
| 1995 | Canada           | Russia           | Svezia           | Red Deer                        | Canada            |
| 1996 | Canada           | Svezia           | Russia           | Boston                          | Stati Uniti       |
| 1997 | Canada           | Stati Uniti      | Russia           | Ginevra e Morges                | Svizzera          |
| 1998 | Finlandia        | Russia           | Svizzera         | Helsinki e Hämeenlinna          | Finlandia         |
| 1999 | Russia           | Canada           | Slovacchia       | Winnipeg                        | Canada            |
| 2000 | Rep. Ceca        | Russia           | Canada           | Skellefteå e Umeå               | Svezia            |
| 2001 | Rep. Ceca        | Finlandia        | Canada           | Mosca e Podol'sk                | Russia            |
| 2002 | Russia           | Canada           | Finlandia        | Pardubice e Hradec Králové      | Rep. Ceca         |
| 2003 | Russia           | Canada           | Finlandia        | Halifax e Sydney                | Canada            |
| 2004 | Stati Uniti      | Canada           | Finlandia        | Helsinki e Hämeenlinna          | Finlandia         |
| 2005 | Canada           | Russia           | Rep. Ceca        | Grand Forks e Thief River Falls | Stati Uniti       |
| 2006 | Canada           | Russia           | Finlandia        | Vancouver, Kelowna e Kamloops   | Canada            |
| 2007 | Canada           | Russia           | Stati Uniti      | Leksand e Mora                  | Svezia            |
| 2008 | Canada           | Svezia           | Russia           | Pardubice e Liberec             | Rep. Ceca         |
| 2009 | Canada           | Svezia           | Russia           | Ottawa                          | Canada            |
| 2010 | Stati Uniti      | Canada           | Svezia           | Saskatoon e Regina              | Canada            |
| 2011 | Russia           | Canada           | Stati Uniti      | Buffalo e Niagara Falls         | Stati Uniti       |
| 2012 | Svezia           | Russia           | Canada           | Calgary ed Edmonton             | Canada            |
| 2013 | Stati Uniti      | Svezia           | Russia           | Ufa                             | Russia            |
| 2014 | Finlandia        | Svezia           | Russia           | Malmö                           | Svezia            |
| 2015 | Canada           | Russia           | Slovacchia       | Toronto e Montréal              | Canada            |
| 2016 | Finlandia        | Russia           | Stati Uniti      | Helsinki                        | Finlandia         |
| 2017 | Stati Uniti      | Canada           | Russia           | Montréal e Toronto              | Canada            |
| 2018 | Canada           | Svezia           | Stati Uniti      | Buffalo                         | Stati Uniti       |
| 2019 | Finlandia        | Stati Uniti      | Russia           | Vancouver e Victoria            | Canada            |
| 2020 | Canada           | Russia           | Svezia           | Ostrava e Třinec                | Rep. Ceca         |
| 2021 | Stati Uniti      | Canada           | Finlandia        | Edmonton                        | Canada            |
| 2022 | Canada           | Finlandia        | Svezia           | Edmonton                        | Canada            |
| 2023 | Canada           | Rep. Ceca        | Stati Uniti      | Halifax e Moncton               | Canada            |
| 2024 | Stati Uniti      | Svezia           | Rep. Ceca        | Göteborg                        | Svezia            |
| 2025 |                  |                  |                  | Ottawa                          | Canada            |
| 2026 |                  |                  |                  | Minneapolis                     | Stati Uniti       |

### Medagliere
| Stato                    | Oro    | Argento | Bronzo | Medaglie |
| ------------------------ | ------ | ------- | ------ | -------- |
| Canada                   | 20     | 10      | 5      | 35       |
| Russia Unione Sovietica  | 4 9 13 | 10 3 13 | 9 2 11 | 23 14 37 |
| Finlandia                | 5      | 5       | 7      | 17       |
| Stati Uniti              | 6      | 2       | 7      | 15       |
| Svezia                   | 2      | 11      | 8      | 21       |
| Rep. Ceca Cecoslovacchia | 2 0 2  | 1 5 6   | 2 6 8  | 5 11 16  |
| Slovacchia               | 0      | 0       | 2      | 2        |
| Svizzera                 | 0      | 0       | 1      | 1        |